# M.J. Walker
James Michael „M.J.” Walker Jr (ur. 28 marca 1998 w Jonesboro) – amerykański koszykarz, występujący na pozycji rzucającego obrońcy, obecnie zawodnik Westchester Knicks.
W 2017 wziął udział w spotkaniach wschodzących gwiazd – McDonald’s All-American, Nike Hoop Summit.
W 2021 reprezentował New York Knicks podczas rozgrywek letniej ligi NBA w Las Vegas.
9 lutego 2022 powrócił do składu Westchester Knicks.

## Osiągnięcia
Stan na 13 lutego 2022, na podstawie, o ile nie zaznaczono inaczej.
NCAA
- Uczestnik rozgrywek:
  - Elite 8 turnieju NCAA (2018)
  - Sweet 16 turnieju NCAA (2018, 2019, 2021)
- Mistrz sezonu regularnego konferencji Atlantic Coast (ACC – 2020)
- Zaliczony do:
  - I składu turnieju:
    - Jamaica Classic (2017)
    - ACC (2020)

  - II składu ACC (2021)
  - składu honorable mention ACC (2020)

Reprezentacja
- Mistrz Ameryki U–18 (2016)[5]